# Les Feluettes (film, 1996)
Pour les articles homonymes, voir Les Feluettes.
Pour plus de détails, voir Fiche technique et Distribution.
Les Feluettes (Lilies) est un film canadien de John Greyson produit en 1996, adaptation à l’écran de la pièce homonyme de Michel Marc Bouchard.

## Synopsis
L’évêque Bilodeau est appelé en prison pour confesser un détenu. Avec l’aide de codétenus et du personnel carcéral, Simon a monté pour ce dernier un événement théâtral qui relate sa propre histoire et son lien avec celle de l’évêque. Alternent dans le récit une succession magistrale de tableaux conjuguant épisodes du passé et scènes de l’événement théâtral en prison. À Roberval, au début du siècle, l’histoire d’amour secrète entre deux adolescents, dont Simon, se termine par la mort tragique de Vallier dans un incendie. Même s’il clame son innocence, leur liaison et les apparences font que Simon est encore en prison quarante ans plus tard. De quelle part le confesseur aura-t-il à se confesser dans cette histoire?

## Fiche technique
- Titre : Les Feluettes
- Titre original : Lilies
- Réalisation : John Greyson
- Scénario : Linda Gaboriau et Michel Marc Bouchard d'après sa pièce de théâtre Les Feluettes (dans une traduction de Linda Gaboriau)
- Musique : Mychael Danna
- Son : Don Cohen, Keith Elliott, Scott Purdy, Scott Shepherd et Don White
- Photographie : Daniel Jobin
- Montage : André Corriveau et Jane Tattersall
- Design des costumes : Linda Muir
- Design de production: Sandra Kybartas
- Direction artistique : Marie-Carole de Beaumont
- Production : Robin Cass, Arnie Gelbart et Anna Stratton
- Société de production : Triptych Media et Galafilm Productions
- Pays :  Canada
- Genre : Drame, romance et fantastique
- Durée : 95 minutes
- Dates de sortie : 
  -  Canada : 7 septembre 1996 (Festival international du film de Toronto)

## Distribution
- Ian D. Clark : Père Saint-Michel
- Marcel Sabourin : L’évêque
- Aubert Pallascio : Simon, vieux
- Jason Cadieux : Simon, jeune
- Danny Gilmore : Vallier
- Matthew Ferguson : Bilodeau, jeune
- Brent Carver : Comtesse De Tilly
- Rémy Girard : La Baronne
- Robert Lalonde : Le Baron
- Gary Farmer : Thimothée
- Alexander Chapman (en) : Lydie-Anne
- John Dunn-Hill : Warden
- Paul-Patrick Charbonneau : Chauffeur
- Michel Marc Bouchard : Photographe
- Khanh Hua : Ensemble des prisonniers
- Benoît Lagrandeur : Ensemble des prisonniers
- Pierre Leblanc : Ensemble des prisonniers
- Jean Lévesque : Ensemble des prisonniers
- Antoine Jobin : Ensemble des prisonniers
- Alain Gendreau : Ensemble des prisonniers
- Simon Simpson : Ensemble des prisonniers
- Eddy Rios : Ensemble des prisonniers
- Martin Stone (acteur) : Ensemble des prisonniers

## Distinctions

### Récompenses
- 1996 : Prix Génie du Meilleur design de production Sandra Kybartas
- 1996 : Prix Génie du Meilleur dessin de costumes à Lynde Muir
- 1996 : Prix Génie du Meilleur son à Don Cohen, Keith Elliott, Scott Purdy, Scott Shepherd et Don White
- 1996 : Prix Génie du Meilleur film à Robin Cass, Arnie Gelbart et Anna Stratton
- 1996 : Festival des films du monde de Montréal de Montréal, Meilleur film canadien à John Greyson
- 1997 : Au Los Angeles Outfest, Grand Prix du Jury pour Outstanding American Narrative Feature à John Greyson
- 1997 : Au Festival International du Film Lesbien et Gay de San Francisco, Prix de la Meilleure réalisation à John Greyson

### Nominations
- 1996 : Prix Génie pour la meilleure direction artistique Sandra Kybartas
- 1996 : Prix Génie pour le meilleur dessin de costumes à Linda Muir
- 1996 : Prix Génie pour le meilleur son à Don Cohen, Keith Elliott, Scott Purdy, Scott Shepherd et Don White
- 1996 : Prix Génie pour le meilleur film à Robin Cass, Arnie Gelbart, Anna Stratton
- 1996 : Prix Génie pour la meilleure cinématographie à Daniel Jobin
- 1996 : Prix Génie pour la meilleure direction à John Greyson
- 1996 : Prix Génie pour le meilleur montage à André Corriveau
- 1996 : Prix Génie pour la meilleure musique à Mychael Danna
- 1996 : Prix Génie pour le meilleur son à Janice Terulli, Donna Powell, Tony Currie, Diane Boucher, Jane Tattersall et Richard Harkness
- 1996 : Prix Génie pour le meilleur scénario à Linda Gaboriau et Michel Marc Bouchard
- 1996 : Prix Génie pour le meilleur acteur dans un rôle principal à Danny Gilmore
- 1996 : Prix Génie pour le meilleur acteur dans un rôle principal à Jason Cadieux
- 1996 : Prix Génie pour le meilleur acteur dans un rôle principal à Matthew Ferguson
- 1996 : Prix Génie pour le meilleur acteur dans un rôle de soutien à Alexander Chapman (en)
- 1996: Au Festival international du film de Locarno, Léopard d'Or à John Greyson
- 1998: Au GLAAD Media Awards, catégorie Outstanding film (Limited release)

## Pièce de théâtre
La première lecture de l'œuvre théâtrale intitulée Le Feluette est dirigée par l’auteur Michel Marc Bouchard en collaboration avec le Théâtre de la Vieille 17 et le Théâtre français au Centre national des Arts à Ottawa en 1985 et au Théâtre d'Aujourd'hui à Montréal en 1986. La création, sous le titre Les Feluettes ou la répétition d'un drame romantique, est mise en scène en 1987 par André Brassard à la Salle Fred-Barry du théâtre Denise-Pelletier à Montréal. Denis Roy joue le rôle de Simon et Jean-François Blanchard celui de Vallier. La pièce est traduite et jouée en anglais, écossais, espagnol, italien, japonais et néerlandais.
La pièce de théâtre Les Feluettes est mise en scène par Serge Denoncourt au théâtre de l'Espace GO à Montréal en 2002. Danny Gilmore, qui a fait ses débuts dans le film, est de la distribution.